# Eleccions legislatives sueques de 1917
Les eleccions legislatives sueques del 1917 es van celebrar el setembre de 1917. Els més votats foren els socialdemòcrates, però es formà un govern de coalició i el liberal Nils Edén fou nomenat primer ministre de Suècia.

## Resultats
|                         |                                              |           |       |          |     |  |  |  |
| Partits                 | Partits                                      | Vots      | %     | Escons   | +/− |  |  |  |
|                         | Partit Socialdemòcrata (S)                   | 228.777   | 31,08 | 86 / 230 | 1   |  |  |  |
|                         | Associació Nacional de Lliurepensadors (FL)  | 202.936   | 27,57 | 62 / 230 | 5   |  |  |  |
|                         | Lliga Electoral General (AV)                 | 182.070   | 24,74 | 57 / 230 | 29  |  |  |  |
|                         | Partit d'Esquerra Socialdemòcrata Suec (SVV) | 59.243    | 8,05  | 11 / 230 | Nou |  |  |  |
|                         | Lliga de Pagesos (B)                         | 39.262    | 5,33  | 9 / 230  | 9   |  |  |  |
|                         | Unió Agrària Nacional (JR)                   | 22.659    | 3,08  | 5 / 230  | Nou |  |  |  |
|                         | Altres partits                               | 1.037     | 0,14  | 0 / 230  | =   |  |  |  |
|                         |                                              |           |       |          |     |  |  |  |
| Vots vàlids             | Vots vàlids                                  | 735.984   | 99,58 |          |     |  |  |  |
| Vots blancs i invàlids  | Vots blancs i invàlids                       | 3.069     | 0,42  |          |     |  |  |  |
| Total                   | Total                                        | 739.053   | 100   | 230      | =   |  |  |  |
| Abstenció               | Abstenció                                    | 384.916   | 34,25 |          |     |  |  |  |
| Inscrits / participació | Inscrits / participació                      | 1.123.969 | 65,75 |          |     |  |  |  |